# Dospat
Dospat (în bulgară Доспат) este un oraș în comuna Dospat, regiunea Smolean,  Bulgaria. 

## Demografie
Componența etnică a orașului Dospat
     Nicio identificare (52,19%)
     Bulgari (45,23%)
     Altele (2,56%)
La recensământul din 2011, populația orașului Dospat era de 2.414 locuitori. Nu există o etnie majoritară, locuitorii fiind  și bulgari (45,23%). Pentru 52,19% din locuitori nu este cunoscută apartenența etnică.